# Національна дорога 31 (Польща)
Національна дорога 31 (DK31) — національна дорога класу GP протяжністю близько 138 км. Пролягає меридіонально вздовж Одеру територією Західнопоморського та Любуського воєводств майже паралельно польсько — німецькому кордону. Це альтернатива дорозі № 13, яка сполучає Щецин з автострадою А6, а також з'єднує її, разом із національною дорогою № 29, з кордоном з Німеччиною в Слубіце.
У 2004 році рішенням GDDKiA було змінено курс DK 31 у Щецині. Раніше вона вела від перехрестя з вул. Струга (DK10), через Здроє та Подюхи (вулиці Грифінська, Батальйонов Хлопських, Гранітова). Поточний маршрут: кільце Хакена (DK13) — вул. Флоріан Кригір — вул. Граніт.
Між Мєшковіце та Болєшковіце, на DK31, є ділянка дороги «Мєшковіце» до аеропорту довжиною 2000 метрів.

## Допустиме навантаження на вісь
З 13 березня 2021 року допускається рух транспортних засобів з навантаженням на одну ведучу вісь до 11,5 тонн.

## Міста на трасі DK31
- Щецин
  - Захід
    - Гумєньце (Гакен, DK13)

  - Центр міста
    - Медзьодзе-острів Пуцьк

  - Правий берег
    - Подюхи
    - Жидовце
    - Ключ (розв'язка «Радзішево»: A6)
- Грифіно
- Відухова
- Хойна (DK26)
- Мєшковіце
- Болєшковіце
- Сарбіново (DK23)
- Костшин над Одрою (DK22)
- Гужиця
- Слубіце (DK29) — кордон з Німеччиною